# Thymelaea subrepens
Thymelaea subrepens är en tibastväxtart som beskrevs av Johan Martin Christian Lange. Thymelaea subrepens ingår i släktet sparvörter, och familjen tibastväxter. Inga underarter finns listade i Catalogue of Life.